# Rubén Israel
Rubén Jorge Israel Yelen (Montevideo, 8 dicembre 1955 – 5 luglio 2021) è stato un allenatore di calcio uruguaiano.

## Carriera

### Allenatore
Comincia la sua carriera di allenatore nel 1995, allenando il Cerrito. Nel 1996 allena il Rentistas. Nel 1997 viene chiamato ad allenare il Progreso. Nel 1998 firma un contratto con il Miramar Misiones. Nel 1999 allena l'Huracán, per poi firmare un contratto con il Rampla Juniors. Nel 2000 allena nuovamente l'Huracán. Nel 2002 viene chiamato ad allenare il Rentistas. Nel 2004 allena l'Atenas. Nel 2007 viene nominato allenatore del Libertad. Mantiene l'incarico fino all'11 dicembre 2008. Il 15 ottobre 2009 firma un contratto con l'Unión Española, che allena fino al 12 ottobre 2010. Il 6 aprile 2011 viene scelto dalla Nazionale salvadoregna come nuovo allenatore. Rimane allenatore della Nazionale salvadoregna fino all'8 luglio 2012. Pochi giorni dopo firma un contratto con il Libertad. Mantiene l'incarico fino al 3 settembre 2013. La settimana successiva viene nominato allenatore dell'Atlante. Mantiene l'incarico fino al 12 gennaio 2014. Nel maggio 2014 firma un contratto con il Barcelona SC. Al termine della stagione non rinnova il contratto. Il 27 agosto 2015 viene nominato allenatore del Millonarios. Rimane allenatore della squadra fino all'agosto 2016.